# Lethal League
Lethal League est un jeu vidéo de combat indépendant développé par le développeur néerlandais Team Reptile. D'abord développé sous forme de jeu Flash en 2013, il est sorti sur Steam le 27 août 2014.
Une suite, Lethal League Blaze est sortie sur Nintendo Switch, PS4 et Xbox one en juillet 2018 puis sur Steam en octobre 2018.

## Système de jeu
Lethal League est un jeu vidéo de combat au système de jeu singulier. Le but est d'envoyer une balle de base-ball sur les adversaires pour les vaincre. Chaque coup donné sur la balle augmente la vitesse de celle-ci qui ricoche sur les murs des différentes arènes du jeu jusqu'à ce qu'elle touche un personnage,. Six personnages sont disponibles, possédant chacun des caractéristiques ainsi qu'une attaque spéciale qui leur sont propres.

## Développement
Lethal League a d'abord été un jeu flash, l'idée venant des développeurs jouant avec une mécanique «taper et renvoyer un projectile » issue de leur premier jeu de Team Reptile, Megabyte Punch.
Après avoir une très bon accueil critique, le développeur a décidé d'étoffer le prototype et de le développer en un jeu complet sorti sur Steam.

### Lethal League Blaze
En 2017, Team Reptile annonce Lethal League Blaze, un remake de Lethal League, avec des modèles et des animations entièrement réalisés en 3D. Il est sorti le 24 octobre 2018. Une version Nintendo Switch sort le 17 juillet 2019

## Accueil
- Canard PC : 8/10[9]
- Metacritic : 82/100 (PC), 66/100 (Playstation 4)[10],[11]